# Edgar Alia
Edgar Alia, de son vrai nom, Edgar Charlemagne Alia est un expert immobilier et homme politique béninois. Il est ministre dans le premier gouvernement de Boni Yayi, président du parti politique béninois l’Échelle et député à l'Assemblée nationale du Bénin.

## Biographie

### Enfance et éducation
Edgar Alia naît à Porto-Novo, la capitale du Bénin. Il est originaire de Savalou et détient la double nationalité française et béninoise. Il est diplômé en expertise immobilière.

### Carrière professionnelle
Edgar Alia entre en politique très tôt. Il milite pendant une vingtaine d'années dans le parti RPR dans la fédération de Seine-Saint-Denis en France. Il rentre au Bénin pour se présenter aux élections présidentielles de 2006 mais se désiste en faveur de Boni Yayi élu à l’issue du scrutin. Ce geste en faveur du nouveau président lui vaut un poste dans le tout premier gouvernement de ce dernier. Faisant partie des 22 ministres de premier gouvernement, il occupe le poste de ministre de la Sécurité publique et des Collectivités locales. En 2007, il est sur la liste FCBE pour les législatives de 5e législature et il devient député,,,.